# Mechanitis macrinus
Mechanitis macrinus är en fjärilsart som beskrevs av William Chapman Hewitson 1860. Mechanitis macrinus ingår i släktet Mechanitis och familjen praktfjärilar. Inga underarter finns listade i Catalogue of Life.